# گمینا اداموو (شهرستان زاموشتش)
گمینا اداموو (شهرستان زاموشتش) (به لهستانی:  Gmina Adamów) یک گمینا در لهستان است که در شهرستان زاموشتش واقع شده‌است. گمینا اداموو ۱۱۰٫۵۵ کیلومتر مربع مساحت و ۴٬۸۷۱ نفر جمعیت دارد.